# Voo Eastern Air Lines 375
O Voo Eastern Air Lines 375 era uma linha aérea da empresa homônima e ligava os aeroportos de Logan, Boston e Atlanta, através de escalas em Filadélfia e Charlotte. No dia 4 de outubro de 1960, o Lockheed L-188 Electra registro N5533 realizava essa linha aérea quando mergulhou na baia de Boston, matando 62 ocupantes e ferindo outros 10. A análise do acidente revelou que uma colisão com pássaros havia causado o súbito mergulho na baía.

## Aeronave
No início da década de 1950, a Lockheed dominava ao mercado de aeronaves comerciais de longo percurso com os quadrimotores Constellation enquanto que suas rivais Douglas e Convair se concentravam no desenvolvimento de aeronaves a jato e turboélice para a aviação regional.
Em meados da década de 1950, a empresa aérea Capital Airlines procurou a Lockheed e sugeriu o desenvolvimento de uma aeronave turboélice para ser utilizada no mercado da aviação regional. Após o desinteresse da Lockheed, a Capital optou por adquirir 41 Vickers Viscount, após a empresa britânica conseguir vender 51 aeronaves para a Trans-Canada Air Lines. A aquisição dos Viscount pela Capital impulsionou as vendas da aeronave britânica nos Estados Unidos, incentivando as encomendas da Continental e Northeast Airlines.
O crescimento das vendas do Vickers Viscount na América do Norte assustou a Lockheed, que assim lançou o projeto da aeronave bimotor CL-303, com capacidade para até 70 passageiros, atendendo um pedido da American Airlines. Posteriormente a American rejeitou o projeto e a Lockheed não conseguiu  outros compradores para o projeto. O modelo 188 foi projetado após revisão de algumas exigências da American que encomendara 35 aeronaves. A Lockheed conseguiu outra encomenda da Eastern Airlines, viabilizando o projeto. Batizado de Electra, o bimotor realizou seu primeiro voo em 6 de dezembro de 1957. 
Após entrar em serviço em janeiro de 1959, o Electra teve suas vendas arruinadas após a ocorrência de três acidentes fatais em um intervalo de um ano. Os acidentes obrigaram a FAA manter em terra todos os Electra até que as causas dos acidentes fossem descobertas. Após a colaboração da NASA, descobriu-se que o Electra tinha erros de projeto nas asas, cujos suportes dos motores eram frágeis ao ponto da vibração dos motores durante o voo causarem fissuras e separação das asas da fuselagem em pleno voo. A Lockheed investiu em um caro programa de modernização dos modelos já comercializados. As perdas com o projeto do Electra chegaram a 57 milhões, obrigando a empresa americana a encerrar a produção do modelo, também pressionada pela falta de novos clientes, em 1961.

## Acidente
Após realizar o voo 444 entre Nova Iorque e Boston, o Lockheed L188 Electra registro N5533 foi preparado nos hangares do aeroporto Logan para a realização do voo 375 entre Boston e Atlanta, com escalas previstas em Filadélfia e Charlotte.  Após os 67 passageiros serem embarcados, os 5 tripulantes assumiram seus postos e iniciaram o voo 375 da Eastern Air Lines.
O Lockheed Electra correu os 2134 metros da pista 09 do aeroporto Logan, decolando às 5h39 min, rumo a Fliadélfia. Cerca de seis segundo após a decolagem, o Electra cruzou com um bando de estorninhos, de forma que alguns se chocaram com a aeronave. Subitamente, os motores 1,2 e 4 do Electra entraram em pane. A tripulação tentou retornar ao aeroporto Logan, porém o único motor em funcionamento não conseguiu manter o Electra no ar, de forma que o mesmo mergulhou nas águas da Baía de Boston. Com o forte impacto, a fuselagem se dividiu em duas partes. A cauda da aeronave flutuou por algum tempo e permitiu o resgate de 10 ocupantes por barcos de resgate enquanto que o resto do Electra afundou matando 62 ocupantes da aeronave.

## Investigações

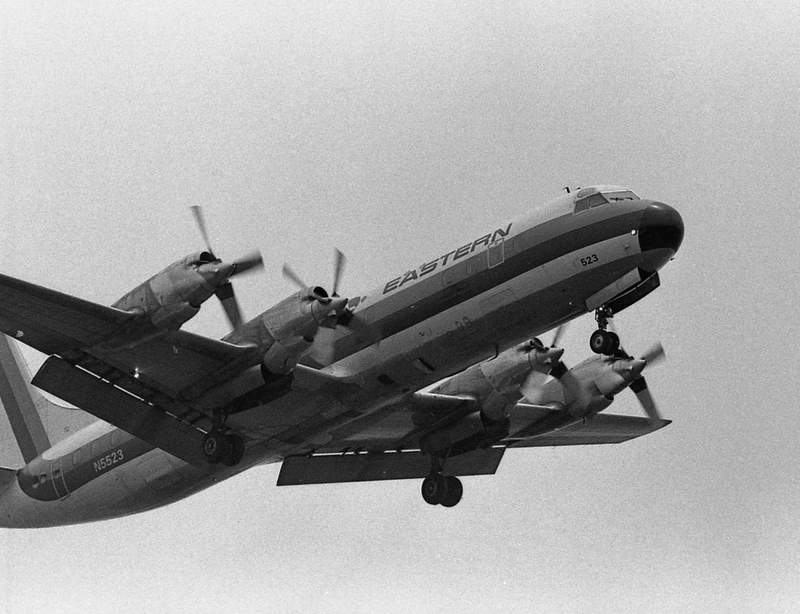
Lockheed L-188 Electra da Eastern Air Lines, similar ao avião destruído. Com a chegada de novas aeronaves a jato e outros modelos de turboélice, o Electra foi retirado do transporte de passageiros e empregado pela Eastern no transporte de cargas.

As investigações, conduzidas pelo Civil Aeronautics Board, foram facilitadas pelo recolhimento de grande parte dos destroços. Durante a análise dos motores, foram descobertos restos de pássaros no interior dos mesmos. Assim, foi determinado que após a decolagem do aeroporto Logan, o Electra colidiu com um bando de estorninhos (cujos restos foram identificados por peritos em ornitologia do Museu Nacional de História Natural). Dezenas de aves foram sugadas pelos motores 1,2 e 4 que sobrecarregados, entraram em pane. Com apenas o motor nº 3 em funcionamento, o Electra mergulhou sem controle nas águas da Baía de Boston. O forte impacto com as águas separou a fuselagem em duas partes, de forma que os sobreviventes da queda estavam concentrados na cauda da aeronave.

## Consequências
O acidente com o voo Eastern 375 foi um divisor de águas na história da aviação comercial dos Estados Unidos. Pela primeira vez, o risco aviário foi estudado com atenção pela FAA, de forma a minimizar novas ocorrências.
O acidente também contribuiu para prejudicar ainda mais a imagem do Electra. Alguns meses depois, a Lockheed encerrou a linha de produção da aeronave.